# Andreas Johannes Kirkerup
Andreas Johannes Kirkerup (9 de junio de 1749 - 22 de octubre de 1810) fue un arquitecto y maestro de obras danés, uno de los alumnos más importantes de Caspar Frederik Harsdorff. Junto con arquitectos como Andreas Hallander y Johan Martin Quist, jugó un papel importante en la reconstrucción de Copenhague después del Gran Incendio de 1795.

## Primeros años y educación
Kirkerup nació el 9 de junio de 1749 en Copenhague, hijo del carpintero Johannes Andreasen Kirkerup (fallecido en 1755) y de Dorothea Pedersdatter Wiese. Kirkerup siguió los pasos de su padre y se formó con el maestro Johan Boye Junge (1735-1807), quien le recomendó estudiar arquitectura en la Real Academia Danesa de Bellas Artes, donde estudió con Caspar Frederik Harsdorff (1735-1799). Ganó las medallas de plata pequeña y grande de la Academia en 1768, la medalla de oro pequeña en 1771 y, finalmente, la medalla de oro grande en 1773.

## Carrera
Kirkerup se estableció como maestro carpintero en 1774 y fue nombrado arquitecto de las tropas de ingenieros. Obtuvo un gran reconocimiento por su trabajo y fue nombrado carpintero de la corte en 1775 y arquitecto de la corte en 1791.
Formó parte de un selecto grupo de alumnos de Harsdorff en la Academia, junto con arquitectos como Andreas Hallander y Johan Martin Quist, que obtuvieron casi el monopolio de la reconstrucción de Copenhague tras el Gran Incendio de 1795. 

## Otras actividades
El grupo de constructores al que pertenecía Kirkerup reforzaba su amistad y sus vínculos profesionales mediante su pertenencia a logias, a la Real Sociedad de Tiro de Copenhague, a la Guardia Civil y al cuerpo de bomberos.
Todavía estudiante, Kirkerup se alistó en el cuerpo de bomberos en 1772 y fue ascendiendo de rango. Dirigió los esfuerzos por controlar el fuego durante el bombardeo británico de Copenhague en 1807, pero resultó gravemente herido mientras desempeñaba su labor. Murió pocos años después a causa de las heridas sufridas y fue enterrado en la iglesia de Frederiksberg.

## Obras seleccionadas
- Corselitze, Falster (1775-1777, atribuido)
- Dronninggård, Holte (1783, atribuido)
- Arresødal, Frederiksværk (1786)
- Edelgave, Egedal (1791)
- Liselund, Mon (1782)
- Cuartel de la Guardia Real Montada, Copenhague (1792)
- Casa Brede, Kongens Lyngby (1795)
- Tienda Frederikslund (1782-1790)
- Ampliación del Hospital de la Guarnición, Copenhague ( – )
- Casa de verano china, jardines Frederiksberg, Copenhague (1799-1801)

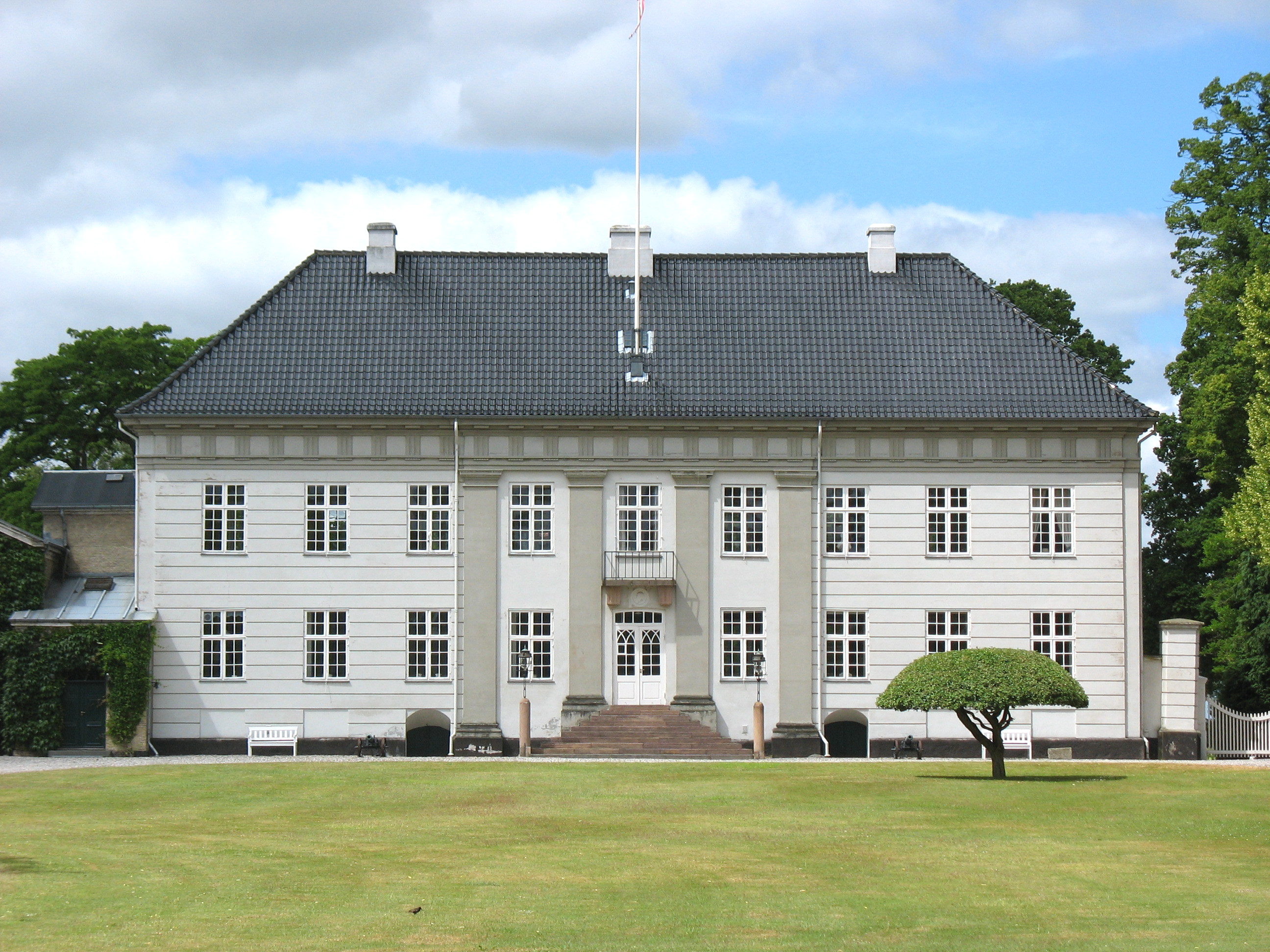
Corselitze
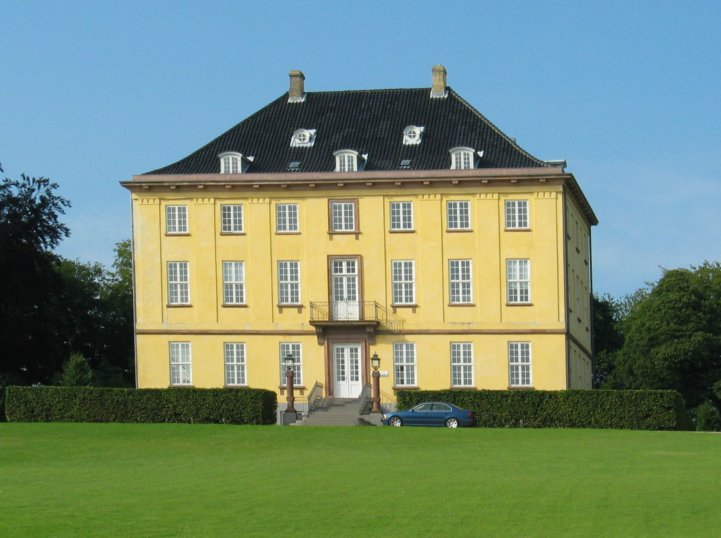
Dronninggård
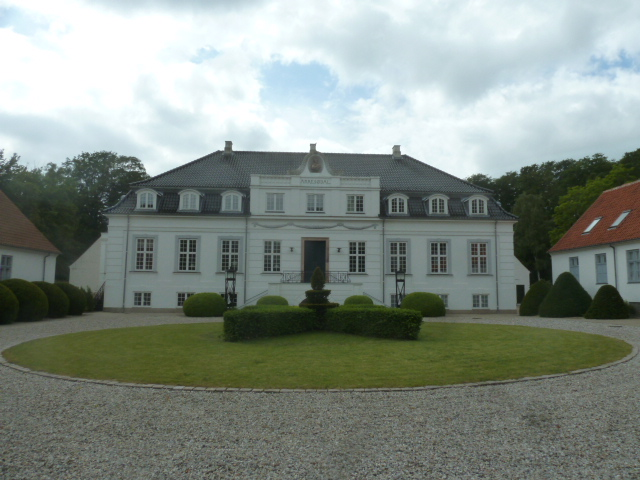
Arresødal
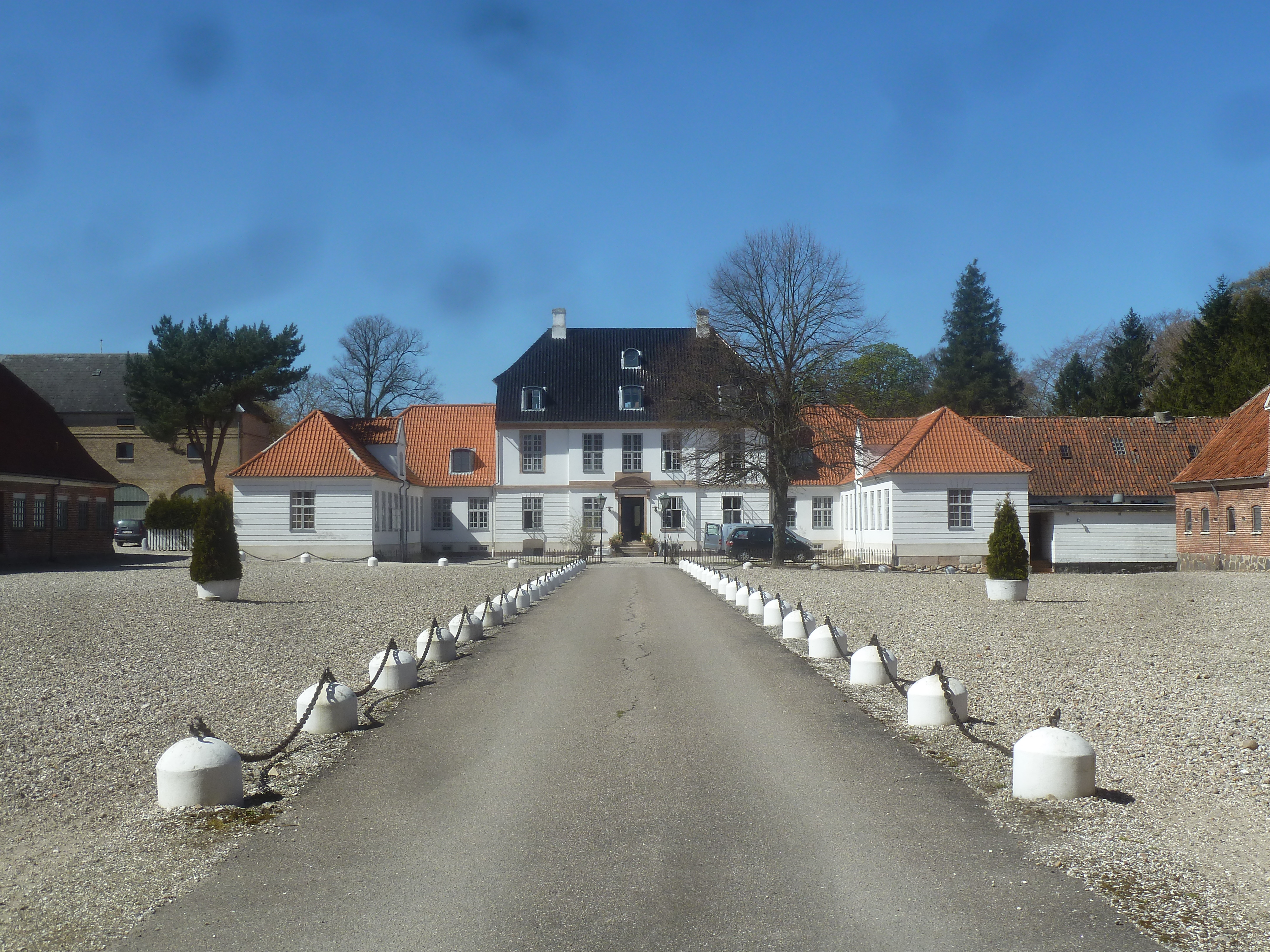
Edelgave
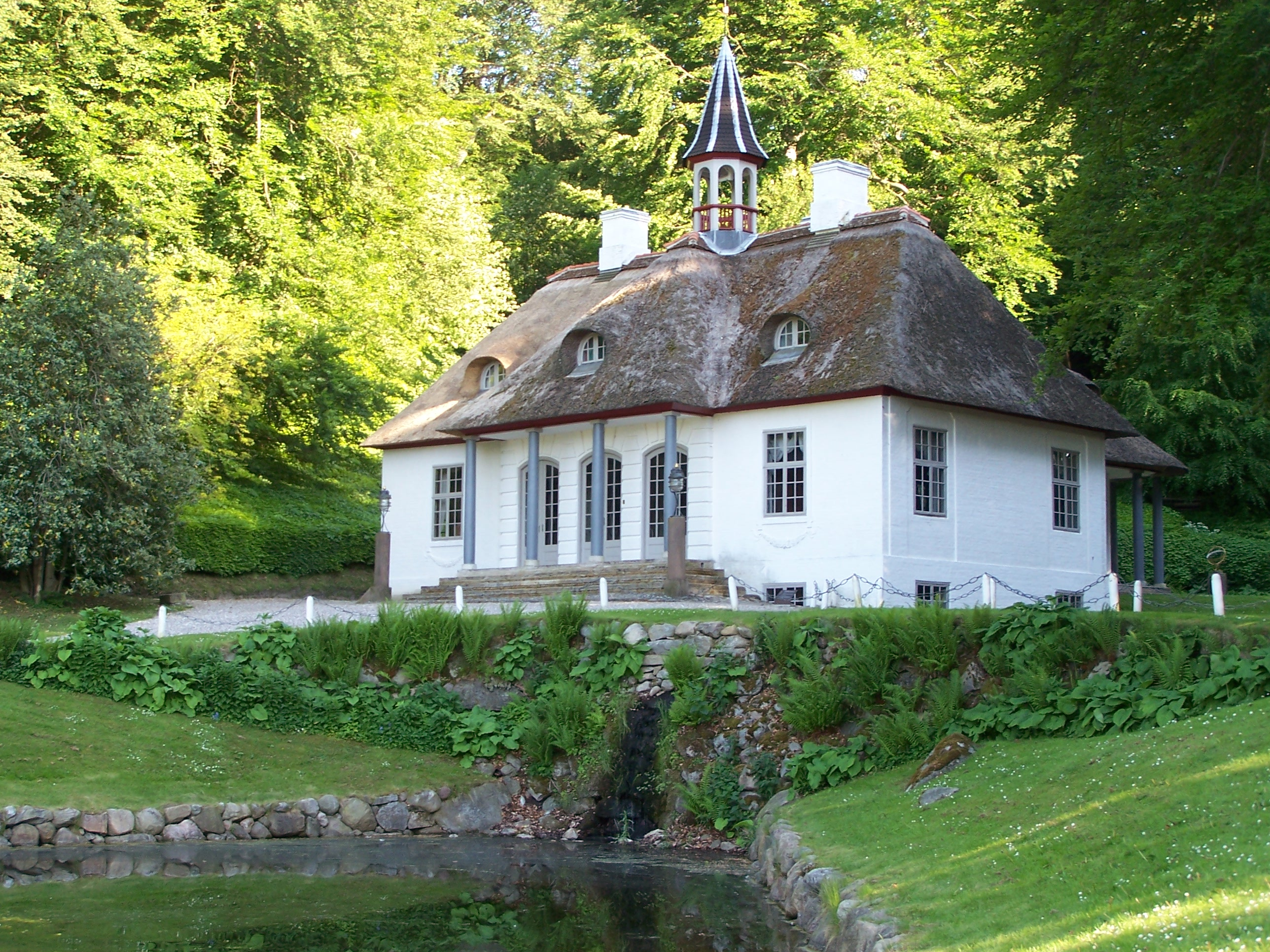
Liselund
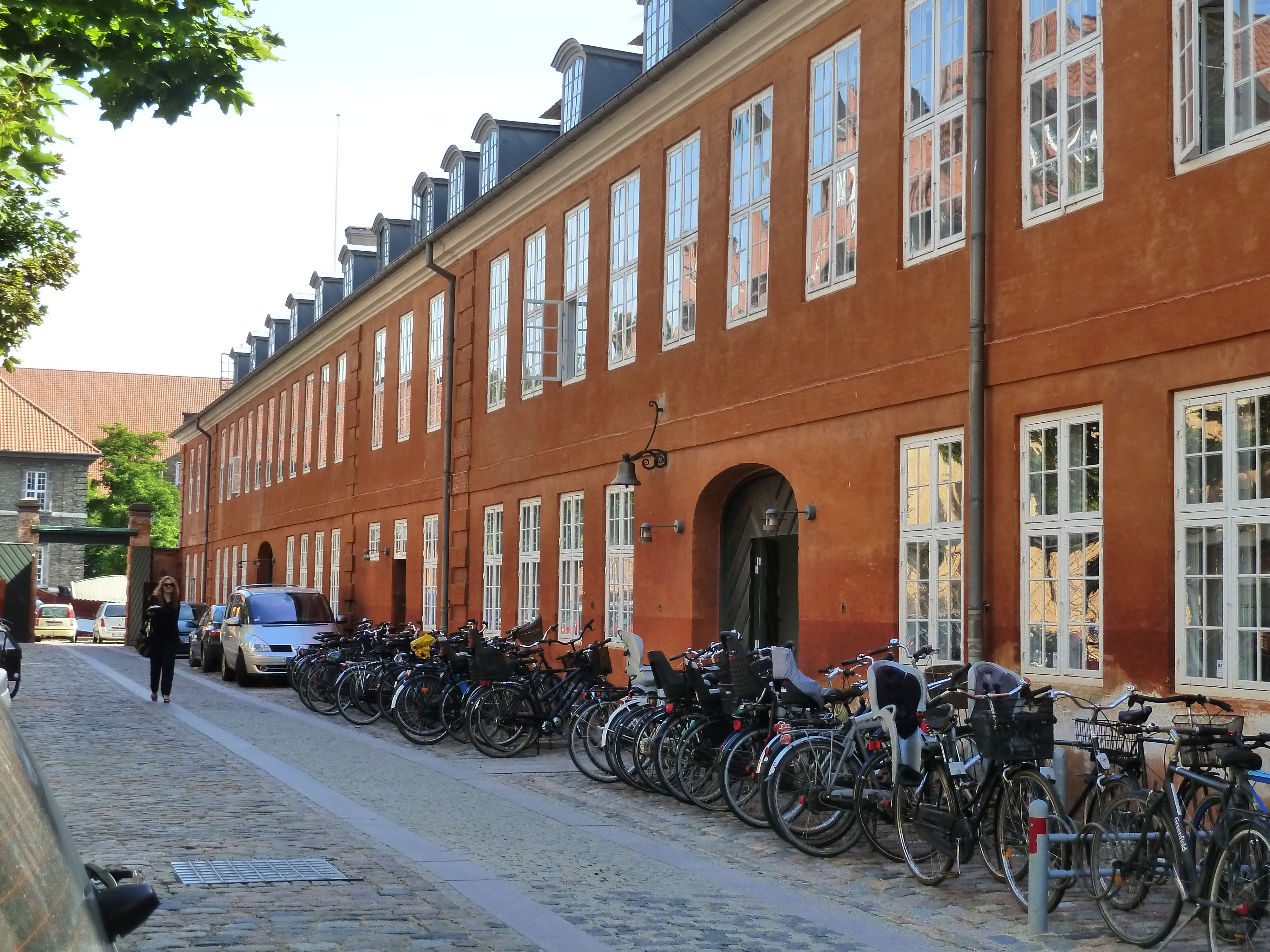
Cuartel de la Guardia Real Montada
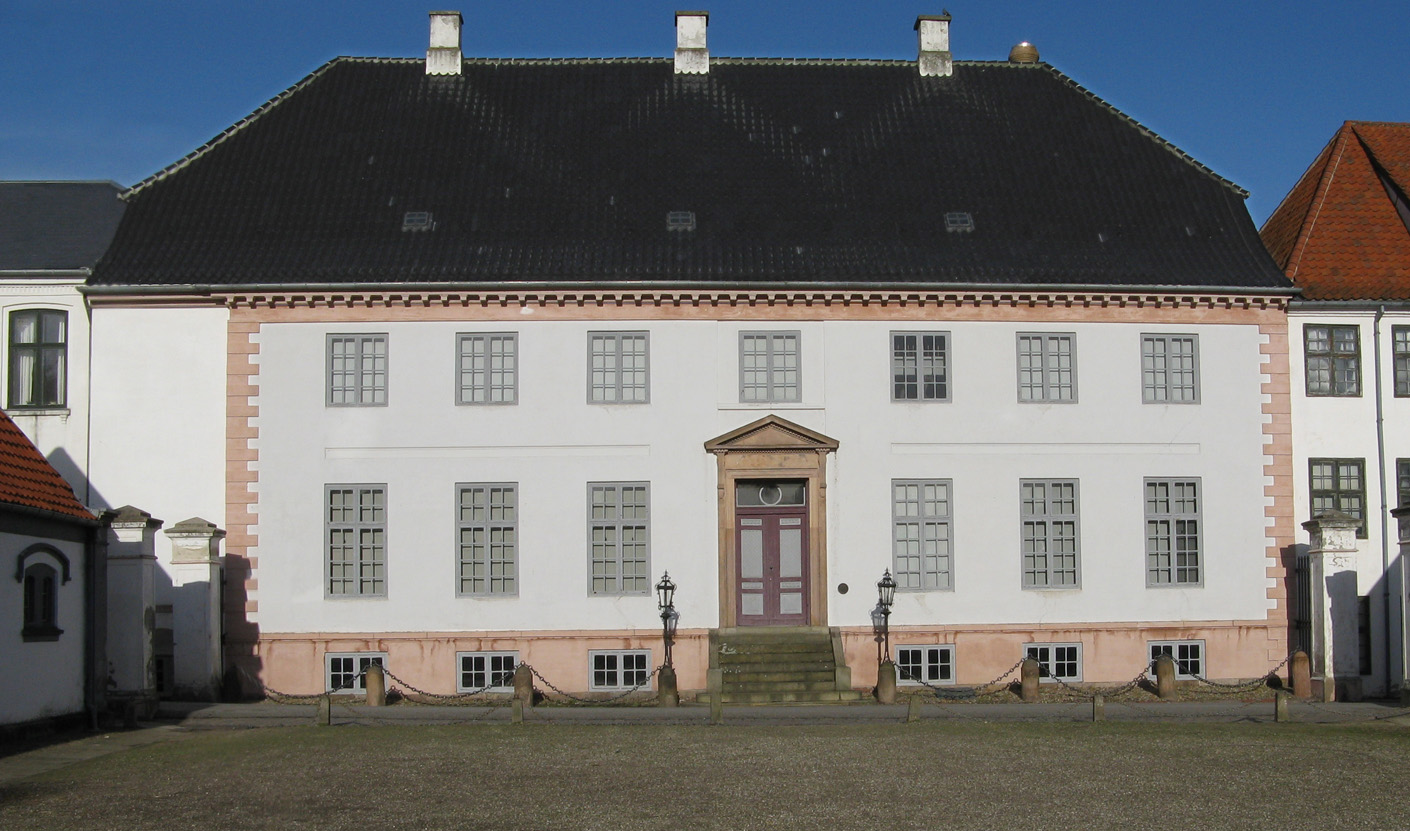
Casa Brede
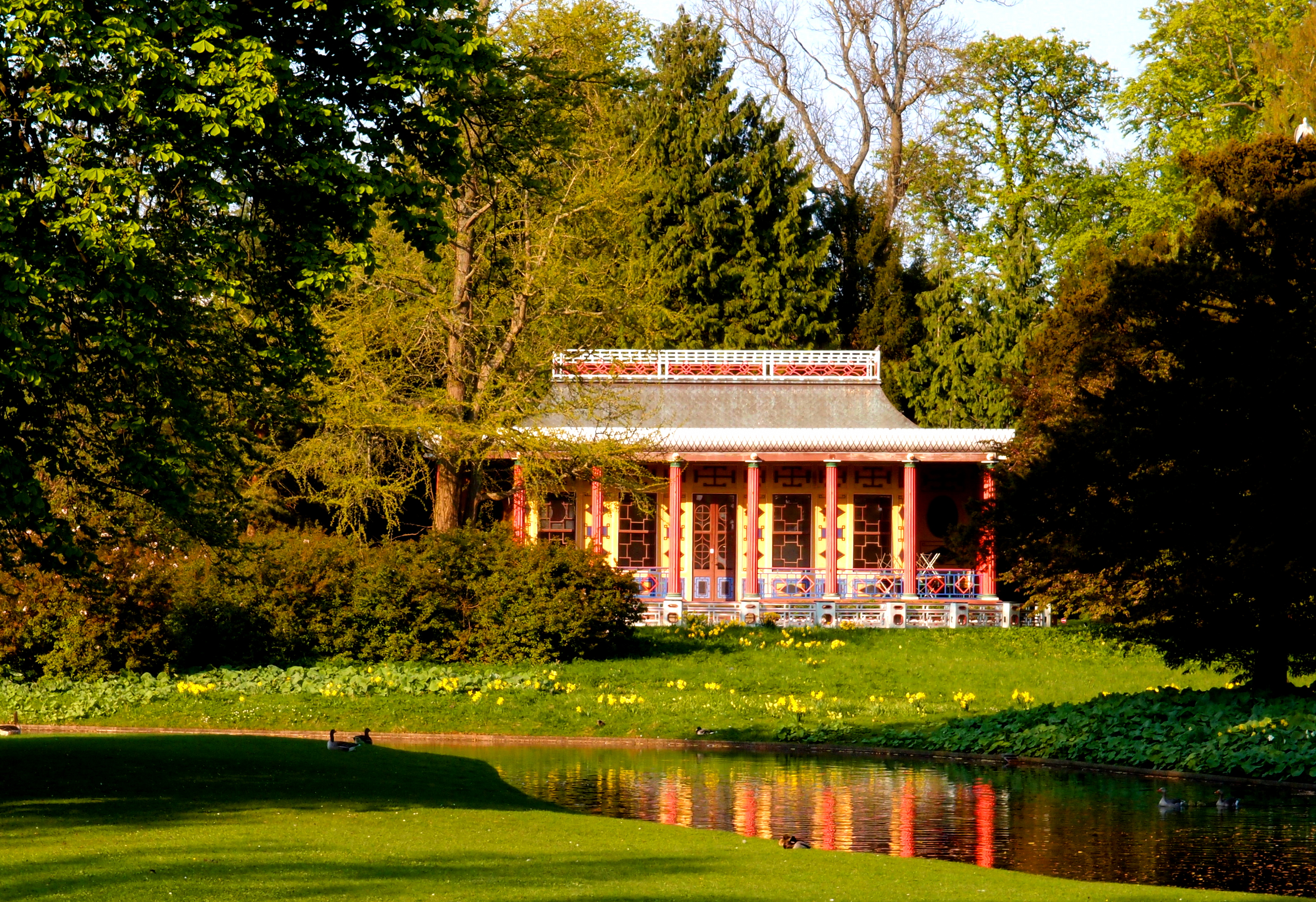
Casa de verano china, jardines Frederiksberg